# Consummatum est

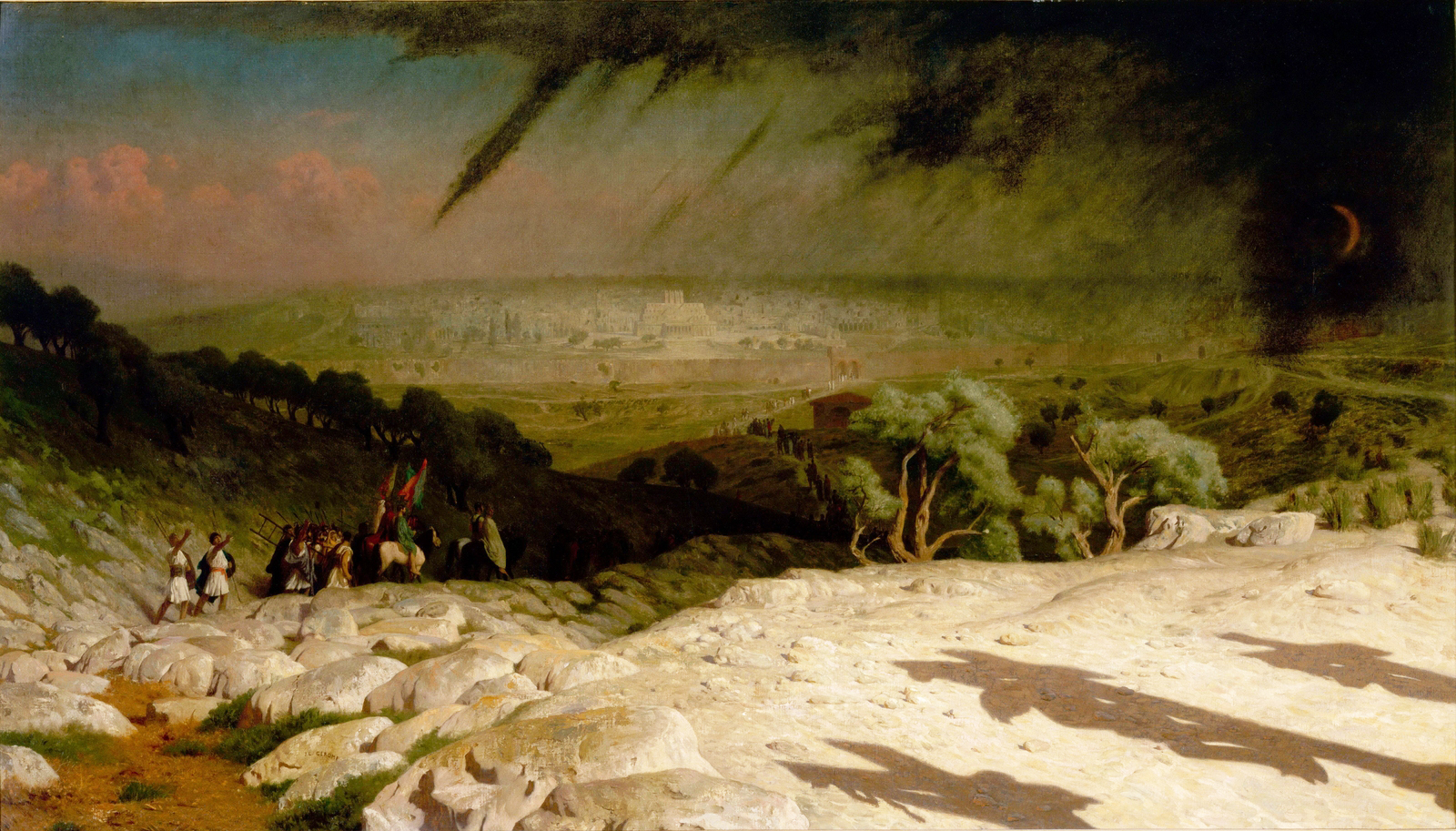
Jean-Léon Gérôme: Consummatum est, 1867

Consummatum est (lett. «è finita») sono le ultime parole di Gesù, dopo aver preso l'aceto dalla spugna intrisa, attribuite dal Vangelo secondo Giovanni (19,30) secondo la Vulgata. È la traduzione in latino dell'originale greco antico τετέλεσται:
| Novum Testamentum Graece                                                                         | Vulgata Clementina                                                                               | Bibbia CEI                                                                                |
| ------------------------------------------------------------------------------------------------ | ------------------------------------------------------------------------------------------------ | ----------------------------------------------------------------------------------------- |
| ὅτε οὖν ἔλαβεν τὸ ὄξος [ὁ] Ἰησοῦς εἶπεν· τετέλεσται, καὶ κλίνας τὴν κεφαλὴν παρέδωκεν τὸ πνεῦμα. | Cum ergo accepisset Jesus acetum, dixit: Consummatum est. Et inclinato capite tradidit spiritum. | E dopo aver ricevuto l'aceto, Gesù disse: «Tutto è compiuto!». E, chinato il capo, spirò. |

Consummatum est è tradizionalmente la sesta delle sette parole di Cristo in croce.
In italiano, la locuzione è anche usata anche in un'accezione più generica, al di fuori del suo contesto originario.

## Aneddoti
A volte la frase può essere usata con intenzione opposta, per commentare la rovina o la fine di un nemico, rallegrandosene. In quest'ultima accezione l'uso è fatto risalire, in un aneddoto, al medico e astrologo Angelo Catone di Supino, futuro arcivescovo di Vienne, che la pronunciò durante la messa il 15 gennaio 1477, rivolgendosi a Luigi XII per rivelargli la morte di Carlo il Temerario, suo nemico, quello stesso giorno: secondo tradizione, l'evento della morte sarebbe avvenuto nell'attimo stesso in cui le parole furono proferite.